# Alfonso Maria di Nola

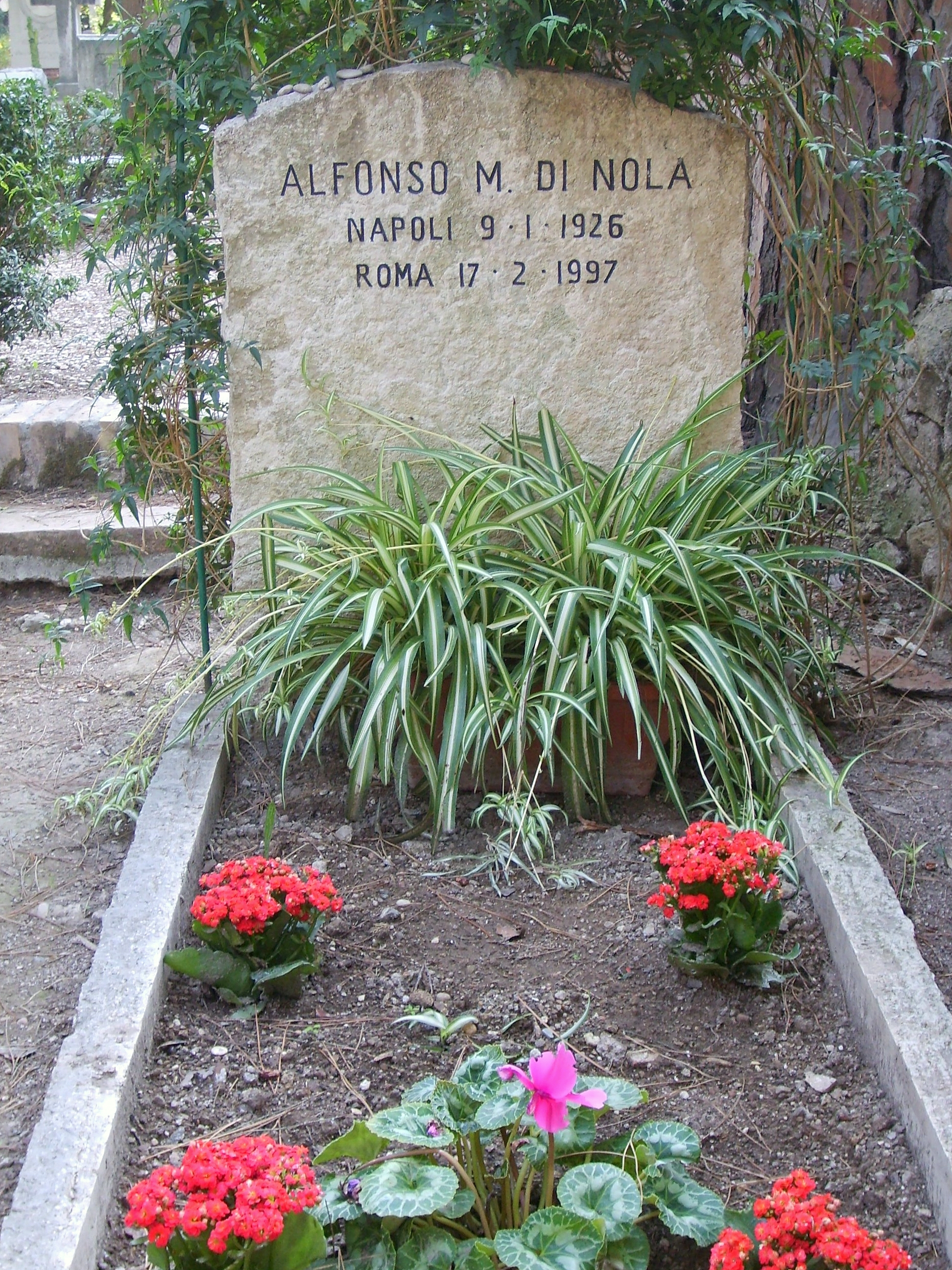
Nagrobek Alfonso Maria di Nola na cmentarzu acattolico w Rzymie

Alfonso Maria di Nola (ur. 9 stycznia 1926, zm. 17 lutego 1997 w Neapolu) – włoski antropolog i historyk religii.
Wykładał historię religii na Trzecim Uniwersytecie w Rzymie. Od 1970 roku wydawał sześciotomową Encyklopedię religii w wydawnictwie Vallecchi. Opublikował wiele prac na temat chrześcijańskich apokryfów. Problemom religijnym ludowych kultur Włoch poświęcił książki Aspetti magico-religiosi di una cultura subalterna italiana (Magiczno-religijne aspekty kultury ludowej Włoch, 1976) i L'arco di rovo (Ciernisty łuk, 1983). W wydawnictwie Newton Compton opublikował tom Il diavolo (Diabeł, 1987), przetłumaczony potem na język niemiecki i hiszpański oraz polski (1997), a także monografię L'Islam (Islam, 1989).

## Wybrane publikacje
- Il diavolo. Le manifestazioni del demoniaco nella storia fino ai nostri giorni, Scipioni, 1980
- L'arco di rovo, Bollati Boringhieri, 1983
- La festa e il bambino, RAI-ERI, 1991
- Attraverso la storia delle religioni, Di Renzo Editore, 1996
- Maometto, Newton & Compton, 1996
- Campania felix,Editalia, 1997
- L' Islam, Newton & Compton, 1999
- Lo specchio e l'olio. Le superstizioni degli italiani, Laterza, 2000 drugie wydanie.
- Gli aspetti magico-religiosi di una cultura subalterna italiana, Bollati Boringhieri, 2001
- Maometto e la saggezza dell'Islam. Vita, insegnamenti e detti memorabili del Profeta, Newton & Compton, 2001
- La nera signora. Antropologia della morte e del lutto, Newton & Compton, 2001
- L' Islam. Storia e segreti di un'antica civilta, Newton & Compton, 2004
- Attraverso la storia delle religioni, Di Renzo Editore, 2007